# Bogomil Brinšek
Bogumil Brinšek, slovenski častnik, alpinist, jamar in fotograf, * 10. avgust 1884, † 15. september 1914.
Rodil se je očetu trgovcu Ivanu in materi Ivani (rojena Gašperšič). Avstro-ogrski rezervni pehotni častnik Brinšek je najbolj znan kot navdušen fotograf slovenskih gora. Po njem se imenuje Brinškov kamin; strmi žleb, ki je bližnjica na Planjavo (2399 m) v Kamniških Alpah in knjižnica PD Snežnik iz Ilirske Bistrice.
Brinšek je padel 15. septembra 1914, v začetnih bojih prve svetovne vojne ob reki Drini na srbskem bojišču blizu Rožanj in razvalin nekdanje trdnjave Soko grad. Lokacija njegovega groba ni znana. Dopisico o smrti je napisal stotnik Rudolf Fiedler, vest je bila objavljena v Slovenskem narodu štev. 231, dne 29. septembra 1914.
Vir Slovenski narod